# Quinto Cedicio
Quinto Cedicio  (in latino Quintus Caedicius; ... – 256 a.C.) è stato un politico romano.

## Biografia
Quinto Cedicio fu eletto console nel 256 a.C. con Lucio Manlio Vulsone Longo, ma morì durante l'anno del suo consolato. Marco Atilio Regolo fu nominato console suffetto.